# Икскуль фон Гильденбандт, Александр Александрович (1799)
Барон Александр Александрович Икскуль фон-Гильденбандт (нем. Alexander Benedikt Adam von Uexküll-Gyllenband; 11 (22) июня 1799, Лифляндская губерния — 23 мая (4 июня) 1880, Санкт-Петербург) — генерал-лейтенант русской армии; директор Новгородского и Полтавского кадетских корпусов.

## Биография
Родился в имении Вейсензее Лифляндской губернии. Происходил из баронского рода Икскуль фон Гильденбанд; был старшим сыном в семье из 11 детей полковника русской военной службы Отто Даниэля Александра (Александра Фёдоровича) Икскуль фон Гильденбандта (22.07.1776—7.08.1836).
В 1816—1818 годах учился на юридическом факультете Дерптского университета. В 1818 году поступил портупей-юнкером на военную службу в 24-й егерский полк; 16 марта 1819 года произведён в прапорщики. 21 июня 1825 года переведён в Павловский лейб-гвардии полк.
Был участником русско-турецкой войны 1828—1829 гг. и подавления Польского восстания 1830—1831 гг. В 1834 году был произведён в капитаны; с 14 января 1839 года — полковник Лейб-гвардии Преображенского полка; с 6 декабря 1849 года — генерал-майор.
В 1850—1856 годах командовал 1-й бригадой 2-й пехотной дивизии; затем — 6-й резервной пехотной дивизии (1856). В 1856—1857 годах был помощником начальника резервной дивизии нового состава 2-го армейского корпуса. В 1858—1860 годах был директором Аракчеевского кадетского корпуса в Новгороде; 8 сентября 1859 года произведён в генерал-лейтенанты. С 1860 года до отставки в 1866 году возглавлял Петровский пажеский корпус в Полтаве.
Умер в Санкт-Петербурге 23 мая (4 июня) 1880 года, похоронен на Волковском лютеранском кладбище.

## Награды
- Орден Святой Анны 3-й степени с бантом (1828)[5]
- Польский знак отличия за военное достоинство 4-й степени (1831)[5]
- Орден Святого Владимира 4-й степени с бантом (1831)[5]
- Орден Святого Станислава 2-й степени (1835)[6]
- Знак отличия беспорочной службы за XV лет (22 августа 1837)
- Орден Святой Анны 2-й степени (1838); императорская корона к ордену (1845)[7]
- Орден Святого Георгия 4-й степени за 25 лет беспорочной службы в офицерских чинах (11 декабря 1840; № 6218 по списку Григоровича — Степанова)
- Знак отличия беспорочной службы за XХV лет (22 августа 1848)[6]
- Орден Святого Владимира 3-й степени (1854)[5]
- Знак отличия беспорочной службы за XХХ лет (22 августа 1854)[7]
- Орден Святого Станислава 1-й степени (1857)[5]
- Знак отличия беспорочной службы за XХХV лет (22 августа 1860)[8]
- Орден Святой Анны 1-й степени с мечами над орденом (1862); императорская корона к ордену (1864)[5]
- Знак отличия беспорочной службы за XL лет (22 августа 1863)[5]
- Орден Святого Владимира 2-й степени (1 апреля 1879)[9]
- Медаль «За турецкую войну» (1829)
- Медаль «За взятие приступом Варшавы» (1831)
- Прусский орден Красного орла 3-й степени (1835)[5]

## Семья
Был женат (с 2.02.1873) на Эмилии Перетц (30.08.1815—4.03.1878). Одни источники называют её дочерью коммерции советника банкира и откупщика Абрама Перетца, другие — дочерью коммерции советника Александра Перетца (?—1837). Оба похоронены на Волковом лютеранском кладбище. Их дети:
- Александр (1840—1912) — действительный тайный советник, член Государственного Совета;
- Эмилий (1843—1868) — лейтенант русского флота; утонул при гибели фрегата «Александр Невский»;
- Юлий (1848—1850);
- Юлий (1853—1918) — действительный тайный советник, государственный секретарь.